# Himmelska dagar (film)
Himmelska dagar (originaltitel: Days of Heaven) är en amerikansk film från 1978 i regi av Terrence Malick. Den hade amerikansk premiär den 6 oktober 1978.

## Rollista
| Richard Gere      | – Bill              |
| Brooke Adams      | – Abby              |
| Sam Shepard       | – The Farmer        |
| Linda Manz        | – Linda             |
| Robert J. Wilke   | – The Farm Foreman  |
| Jackie Shultis    | – Linda's Friend    |
| Stuart Margolin   | – Mill Foreman      |
| Timothy Scott     | – Harvest Hand      |
| Gene Bell         | – Dancer            |
| Doug Kershaw      | – Fiddler           |
| Richard Libertini | – Vaudeville Leader |